# HMS Renown (1916)
HMS Renown byl britský bitevní křižník stejnojmenné třídy. Loď byla postavena během první světové války a bojovala i v druhé světové válce.

## Stavba

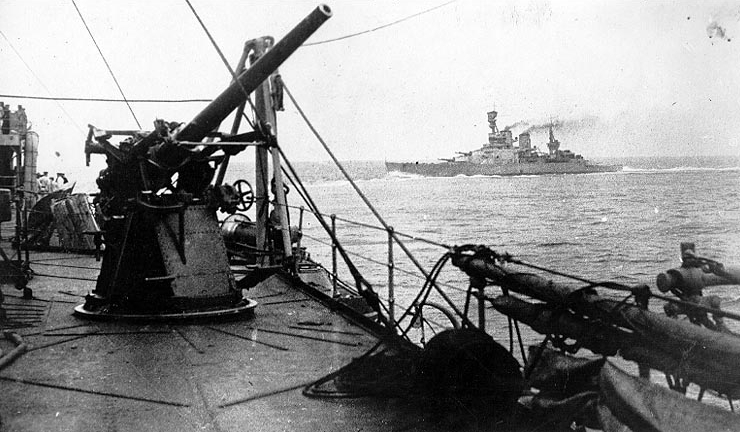
Renown za první světové války

Plavidlo bylo postaveno v letech 1915–1916 skotskou loděnicí Fairfield v Govanu.

## Modernizace

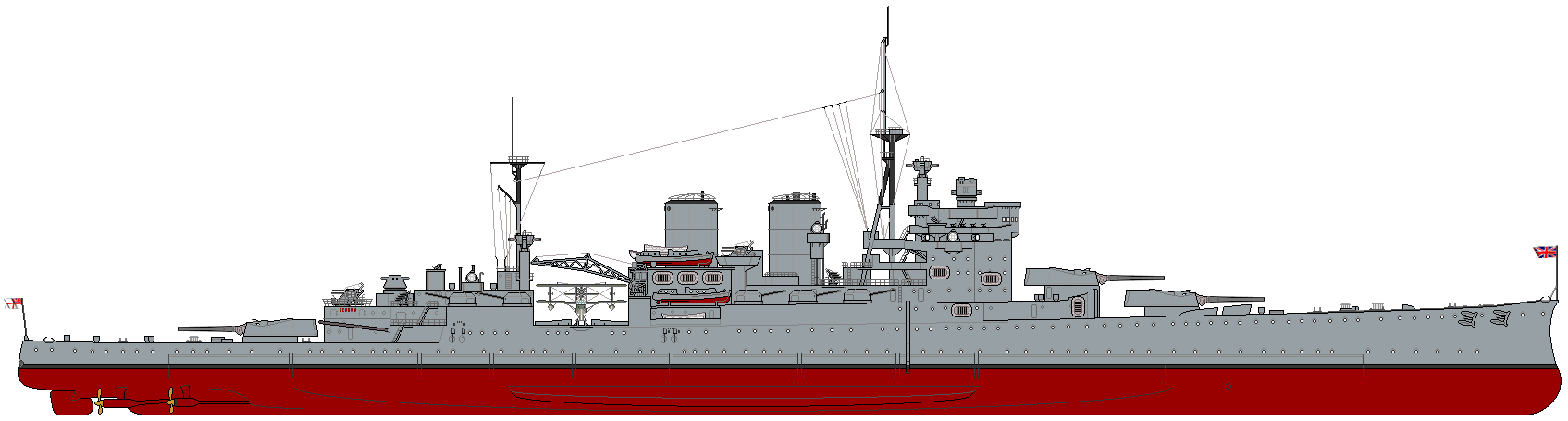
Podoba lodi po druhé modernizaci ukončené roku 1939

První modernizace Renownu proběhla v letech 1923–1926 a byla téměř totožná s první modernizací sesterského křižníku HMS Repulse. Do trupu plavidla byla zabudována protitorpédová obšívka, boční 152mm pancéřový pás se posunul výše a na jeho místo byl instalován silnější 229mm silný pancéřový pás. Zvětšena byla také síla horizontálního pancéřování.
Druhá a mnohem zásadnější rekonstrukce Renownu proběhla v letech 1936–1939 a Renown z ní vyšel téměř jako nová loď. Výrazně se změnily nástavby. Elevace hlavních děl byla zvýšena na 30°, přičemž 102mm děla nahradilo dvacet nových dvouúčelových 114mm kanónů, umístěných ve dvoudělových věžích. Lehkou protiletadlovou výzbroj pak tvořilo 24 kusů 40mm kanónů a 16 kusů 12,7mm kulometů Vickers. Nový byl také pohonný systém, který tvořilo osm tříbubnových kotlů a nová turbínová soustrojí typu Parsons. Plný výtlak lodi po této přestavbě stoupl na 36 080 t. V roce 1941 byla protiletadlová výzbroj posílena o šest 20mm kanónů a v roce 1942 přibylo dalších deset kanónů stejné ráže. V roce 1943 byl odstraněn katapult a naopak přidáno 29 kanónů ráže 20 mm. Lehká výzbroj se měnila i později.

## Operační služba

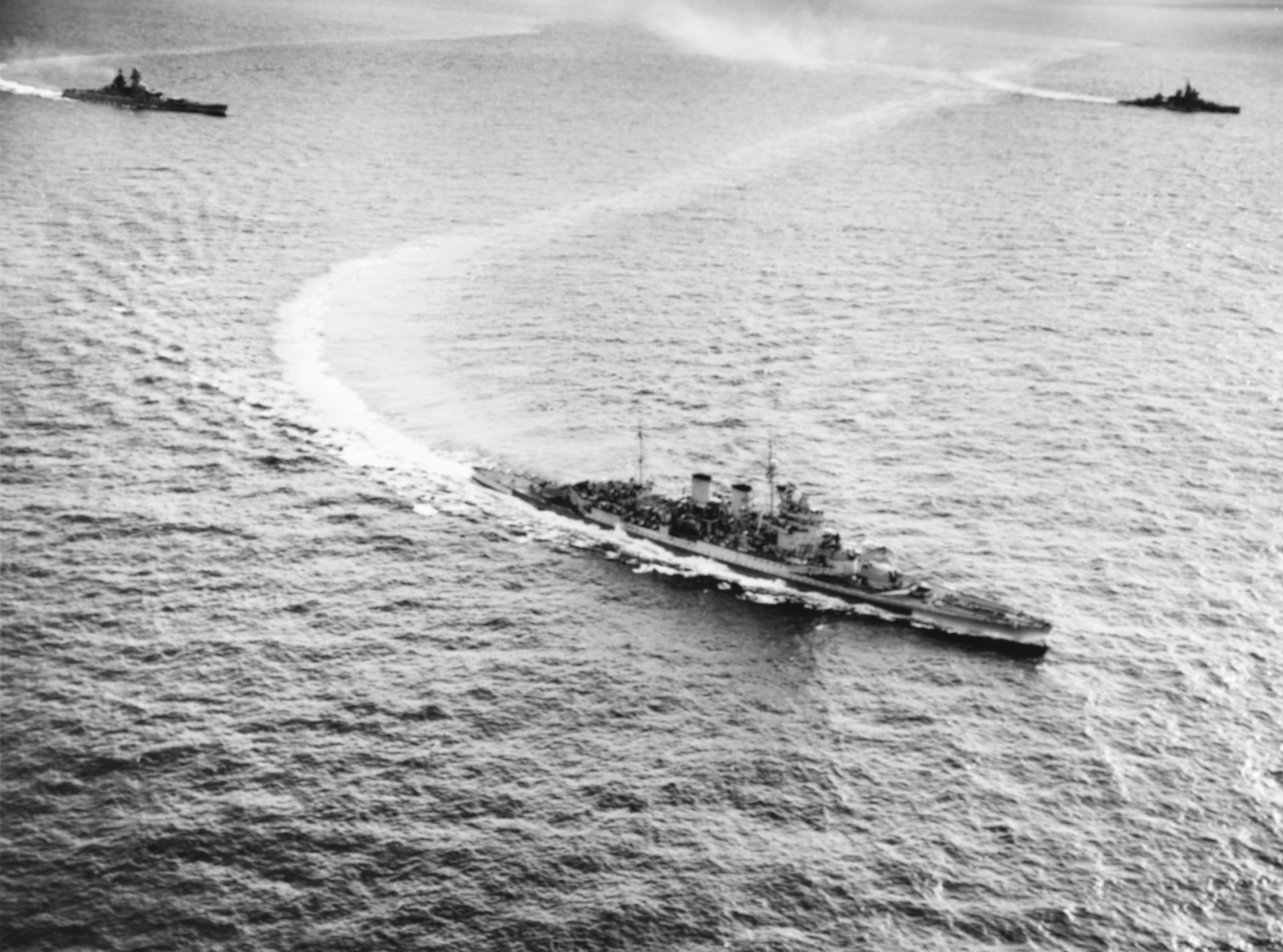
Renown za druhé světové války

V roce 1939 se Renown účastnil pronásledování německého těžkého křižníku Admiral Graf Spee. Účastnil se také norské kampaně, kde absolvoval vyrovnaný souboj s přesilou německých bitevních křižníků Scharnhorst a Gneisenau, během kterého byl sám třikrát zasažen (ani jeden 280mm granát naštěstí nevybuchl).
Později byl součástí svazu H v Gibraltaru a strategicky tak působil jak v Atlantiku, tak ve Středomoří. V květnu roku 1941 se, společně se svazem H, podílel na ponásledování bitevní lodi Bismarck. V letech 1942–1943 byl součástí Home Fleet a poté byl odeslán do indického oceánu. V letech 1944–1945 operoval především z Cejlonu.
Renown, jako jediný britský bitevní křižník, přečkal druhou světovou válku a v roce 1945 byl změněn na ubytovací plavidlo. Na počátku roku 1948 byl převeden do rezervy a v červenci téhož roku prodán k sešrotování.